# 偉人ですか? 英雄ですか? 死んでもらっていいですか?
『偉人ですか？ 英雄ですか？ 死んでもらっていいですか？』(いじんですか？ えいゆうですか？ しんでもらっていいですか？、IJIN DESUKA? EIYUU DESUKA? SHINDE MORATTE II DESUKA?）は、下瀬川ひなるによる日本の漫画作品。『月刊コミックジーン』(KADOKAWA）にて2017年12月号から2019年5月号まで連載されていた。
略称は「ででです」。

## あらすじ
天界と冥界、どちらも少子化に悩まされていた。それに加え若者のゆとり化・古株の引退が相次ぎ、有能な人材は不足し社会は弱体化の一途をたどっていた。そんな時に神と魔王は「下界から引っ張ってくればよくね？」と仰った。神と魔王の言葉をかなえるため、下級天使のサイロと下級悪魔のクーロは様々な時代に降り立ち偉人たちをスカウトをする。

## 登場人物
サイロ
下級天使。身長185cm・体重73kg。クーロと200年ほど職業紹介業者をやっていたがクーロにくっ付いて「スカウト課」に異動。生粋のゲーマーで「どうぶつの森」や「牧場物語」「バーガーバーガー」などほのぼのとしたゲームが一番好きだが銃や爆弾バンバン系や美少女ゲームもする。クーロには「羽が生えてるだけのオタク」と言われている。上(上級天使）が心配するほどクーロが好きで「悪魔信仰」の気があるのではないかと疑われている。性格はマイペースで割かし不真面目。根幹が小学生男子なので下ネタが大好き。しかしやっぱり天使なので時々驚くほど純粋無垢な面がある。上司の言うことは聞かず。クーロの言うことしか聞かない間題児。クーロと同様強い力を持っているが昇級するとクーロと同じ職場になれないので昇級試験を受けない。誕生日は3月16日。
クーロ
下級悪魔。身長179cm（+5）・体重70kg。 200年ほど天使や悪魔の職業紹介業者をやっていたが上からの命令により新しくできた「下界有能人材スカウト課」に異動。目つきが悪く表情も乏しいが割とおちゃめ。仕事ぶりは真面目で定時に帰ることに命をかけている。口が悪い。悪魔としてむちゃくちゃとんがっていた時期がありそれを若気の至りとしているため今は大分落ち着いている。悪魔っぽいことはたまにするがあくまで仕事。たまに元ヤンが出る。趣味は料理と読書。「赤毛のアン」「若草物語」「三国志」が愛読書。すさまじく強い力を持つが昇級試験をうけていないため下級悪魔のまま。受けない理由は「試験料が高いから」。顔の造形が良くフェロモンを垂れ流すのでモテる。初恋キラー。サイロを体よく使うが唯一大事に思っている。誕生日は9月6日。
ルアン
中級天使。スカウト成績最下位、あの世総合有能人材スカウト課(通称　アス課)に所属している。クーロを先輩と呼ぶ。サイロとは同期。
アテナ
中級天使。スカウト成績最下位、あの世総合有能人材スカウト課(通称　アス課)に所属している。サイロに好意を寄せている。
|      | 話数 | スカウトを試みた人 物 |
| ---- | ---- | --------------------- |
| 一巻 | 1    | 織田信長              |
| 一巻 | 2    | ライト兄弟            |
| 一巻 | 3    | 一休さん              |
| 一巻 | 4    | ノストラダムス        |
| 一巻 | 5    | ナイチンゲール        |
| 一巻 | 6    | モーツァルト          |
| 一巻 | 7    | 太宰治                |
| 一巻 | 8    | なし                  |
| 二巻 | 9    | アインシュタイン      |
| 二巻 | 10   | なし                  |
| 二巻 | 11   | 安倍晴明              |
| 二巻 | 12   | チャップリン          |
| 二巻 | 13   | 老子                  |
| 二巻 | 14   | 聖ヨブ                |
| 二巻 | 15   | クレオパトラ          |
| 二巻 | 16   | なし                  |

## 用語
人材登用R.I.P
天界も冥界も人材不足が深刻なため、あの世初天界と冥界合同で起こされた企業。社員は天使・悪魔のふたり一組で作業することが義務付けられている。主な仕事内容は人材スカウト・人材育成・人材紹介などあの世の人手不足を改善するため数多くの部署が存在する。
スカウト部署
下界有能人材スカウト課
通称　ゲス課。サイロとクーロが所属している。エリート部署として知られている。スカウト成績1位。
架空創造人材スカウト課
通称　カス課。2次元のキャラクターをスカウト対象としている。鳥獣戯画のうさぎや神龍などをスカウトした。スカウト成績2位。
地球外生命体スカウト課
通称　チス課。スカウト成績4位。
有能UMAスカウト課
通称　ユス課。スカウト成績3位。
あの世総合有能人材スカウト課
通称　アス課。スカウト成績最下位。
プンス課
成績が悪い部署を処罰する。

## 書誌情報
- 下瀬川ひなる『偉人ですか? 英雄ですか? 死んでもらっていいですか?』KADOKAWA〈MFコミックスジーンシリーズ〉、全2巻
  1. 2018年8月27日発売[6][7]、ISBN 978-4-04-065040-1
  2. 2019年4月27日発売[8]、ISBN 978-4-04-065698-4